# Svarttjärnen (Borgsjö socken, Medelpad, 693917-147995)
Svarttjärnen är en sjö i Ånge kommun i Medelpad och ingår i Ljungans huvudavrinningsområde.